# Лука Будисављевић
Лука Будисављевић (Београд, 22. јануар 2004) српски је шаховски велемајстор.

## Шаховска каријера
Будисављевић је стекао титулу ФИДЕ велемајстора 29. новембра 2020. Тиме је постао најмлађи Србин велемајстор у историји. Пре тога, на конгресу ФИДЕ од 27. до 29. фебруара 2020. у Абу Дабију, додељена му је титула међународног мајстора шаха.
Освојио је бронзану медаљу у конкуренцији 150 играча из 53 државе на јуниорском Светском првенству за играче до 20 година, које је 2023. одржано у Мексико Ситију.